# Paradrina lapalmae
Paradrina lapalmae là một loài bướm đêm trong họ Noctuidae.